# New Paragon
New Paragon (oorspronkelijk: Paragon) is een historisch merk van motorfietsen.
De bedrijfsnaam was: Portway-Cooper and R. Portway and Co of Brantham, Manningtree, Essex, later Paragon Motor Mfg. Co. Ltd., Manningtree, Essex, Motor Works of Cressing Road, Braintree, Essex en F.M. Cooper, Braintree, Essex.
Dit was een klein Brits merk dat in 1913 begon met de productie van motorfietsen. Het eerste model, dat in 1914 op de markt kwam, was voorzien van een 2¼ pk, 225cc-tweetaktmotor, een kettingaangedreven ontstekingsmagneet, een Amac-carburateur en een Paragon-versnellingsbak. De machine had ook een Radco-voorvork en zag er door de torpedovormige benzinetank bijzonder uit. In 1915 werden nieuwe modellen van 346- en 511 cc toegevoegd. In tegenstelling tot het eerste model, dat mengsmering had, werd bij de nieuwe modellen handsmering toegepast.
Door de Britse inspanningen tijdens de Eerste Wereldoorlog moest de productie onderbroken worden. In 1919 werd ze weer opgestart in Braintree, onder de naam "Paragon Motor Mfg. Co. Ltd". Men leverde nu een 358cc-tweetaktmotor met chain-cum-belt drive. Dit model had al achtervering met schroefveren die in een metalen huls waren gemonteerd. In 1921 werd de productie weer beëindigd, maar ze werd weer opgestart onder de naam "New Paragon". Het model kreeg nu een Albion-tweeversnellingsbak. Hoewel in 1922 nog een model zonder versnellingen werd gepresenteerd eindigde de productie in dat jaar definitief.